# Haparanda högre allmänna läroverk
Haparanda högre allmänna läroverk var ett läroverk i Haparanda verksamt från 1833 till 1968.

## Historia
Skolan började som en lägre apologistskola 1833, och blev efter ombildningar senast 1856 ett (lägre) elementarläroverk och 1878 ett lägre allmänt läroverk. Den blev en statlig samskola omkring 1905, samrealskola omkring 1928 och högre allmänt läroverk 1935 då ett gymnasium tillkom.
En äldre skolbyggnad uppfördes 1914-16 enligt Erik Lallerstedts ritningar. En ny skolbyggnad togs i bruk 1945.
Skolan kommunaliserades 1966 och upphörde som läroverk 1968 och blev då Tornedalsskolan.  Studentexamen gavs från 1938 till 1968 och realexamen från 1909 till åtminstone 1965.